# Rollandia (ave)
Rollandia es un género de aves podicipediformes perteneciente a la familia Podicipedidae que agrupa a dos especies nativas de América del Sur, donde se distribuyen desde el centro de Perú, por Bolivia, Paraguay, sur de Brasil, Uruguay, Argentina y Chile, hasta las Islas Malvinas y el Cabo de Hornos. A sus miembros se les conoce por el nombre común de zampullines, pimpollos o macás, entre otros.

## Lista de especies
Según la clasificación del Congreso Ornitológico Internacional (IOC, versión 6.3, 2016) y Clements Checklist v.2015, el género agrupa a las siguientes especies con el respectivo nombre común de acuerdo con la Sociedad Española de Ornitología (SEO):
- Rollandia rolland (Quoy & Gaimard, 1824) - zampullín pimpollo;
- Rollandia microptera (Gould, 1868) - zampullín del Titicaca.